# Senat von Beust II
Der Senat von Beust II, der zweite Senat der Freien und Hansestadt Hamburg dem Ole von Beust als Erster Bürgermeister angehörte, bildete vom 17. März 2004 bis zum 7. Mai 2008 die Landesregierung Hamburgs. Hervorgegangen aus der 18. Wahl zur Hamburgischen Bürgerschaft konnte die CDU eine Alleinregierung bilden.

## Senat
| Amt | Name                                     | Partei | Partei                        |
| --- | ---------------------------------------- | ------ | ----------------------------- |
| Erster Bürgermeister | Ole von Beust                            |        | CDU                           |
| Zweite Bürgermeisterin | Birgit Schnieber-Jastram                 |        | CDU                           |
| Behörde für Soziales und Familie (bis 30. April 2006) Behörde für Soziales, Familie, Gesundheit und Verbraucherschutz (ab 1. Mai 2006) | Birgit Schnieber-Jastram                 |        | CDU                           |
| Behörde für Bildung und Sport | Alexandra Dinges-Dierig                  |        | zunächst parteilos jetzt: CDU |
| Behörde für Inneres | Udo Nagel                                |        | parteilos                     |
| Behörde für Stadtentwicklung und Umwelt                                                                                                | Michael Freytag bis 16. Januar 2007      |        | CDU                           |
| Behörde für Stadtentwicklung und Umwelt                                                                                                | Axel Gedaschko ab 17. Januar 2007        |        | CDU                           |
| Behörde für Wirtschaft und Arbeit | Gunnar Uldall                            |        | CDU                           |
| Behörde für Wissenschaft und Gesundheit (bis 30. April 2006) Behörde für Wissenschaft und Forschung (ab 1. Mai 2006)                   | Jörg Dräger                              |        | parteilos                     |
| Finanzbehörde | Wolfgang Peiner bis 31. Dezember 2006    |        | CDU                           |
| Finanzbehörde | Michael Freytag ab 1. Januar 2007        |        | CDU                           |
| Justizbehörde | Roger Kusch bis 28. März 2006            |        | CDU                           |
| Justizbehörde | Carsten-Ludwig Lüdemann ab 29. März 2006 |        | CDU                           |
| Kulturbehörde | Karin von Welck                          |        | parteilos                     |